# Reprezentacja Czechosłowacji w piłce nożnej mężczyzn
Reprezentacja Czechosłowacji w piłce nożnej funkcjonowała w czasie istnienia Czechosłowacji, w latach 1918–1993.
1 stycznia 1993 Czechy i Słowacja stały się samodzielnymi państwami, zaś dotychczasowa kadra Czechosłowacji, biorąca udział w eliminacjach do Mistrzostw Świata 1994 dokończyła je pod nazwą Reprezentacja Czechów i Słowaków (RCS).

## Udział wMistrzostwach Świata
- 1930 – Nie brała udziału
- 1934 – 2. miejsce
- 1938 – Ćwierćfinał
- 1950 – Nie brała udziału
- 1954 – Faza grupowa
- 1958 – Faza grupowa
- 1962 – 2. miejsce
- 1966 – Nie zakwalifikowała się
- 1970 – Faza grupowa
- 1974 – 1978 – Nie zakwalifikowała się
- 1982 – Faza grupowa
- 1986 – Nie zakwalifikowała się
- 1990 – Ćwierćfinał
- 1994 – Nie zakwalifikowała się

## Udział wMistrzostwach Europy
- 1960 – 3. miejsce
- 1964 – 1972 – Nie zakwalifikowała się
- 1976 – Mistrzostwo
- 1980 – 3. miejsce
- 1984 – 1992 – Nie zakwalifikowała się